# (18836) Raymundto
(18836) Raymundto (1999 NM62) – planetoida z pasa głównego asteroid okrążająca Słońce w ciągu 3,31 lat w średniej odległości 2,22 j.a. Odkryta 13 lipca 1999 roku.